# Alfred Michiels

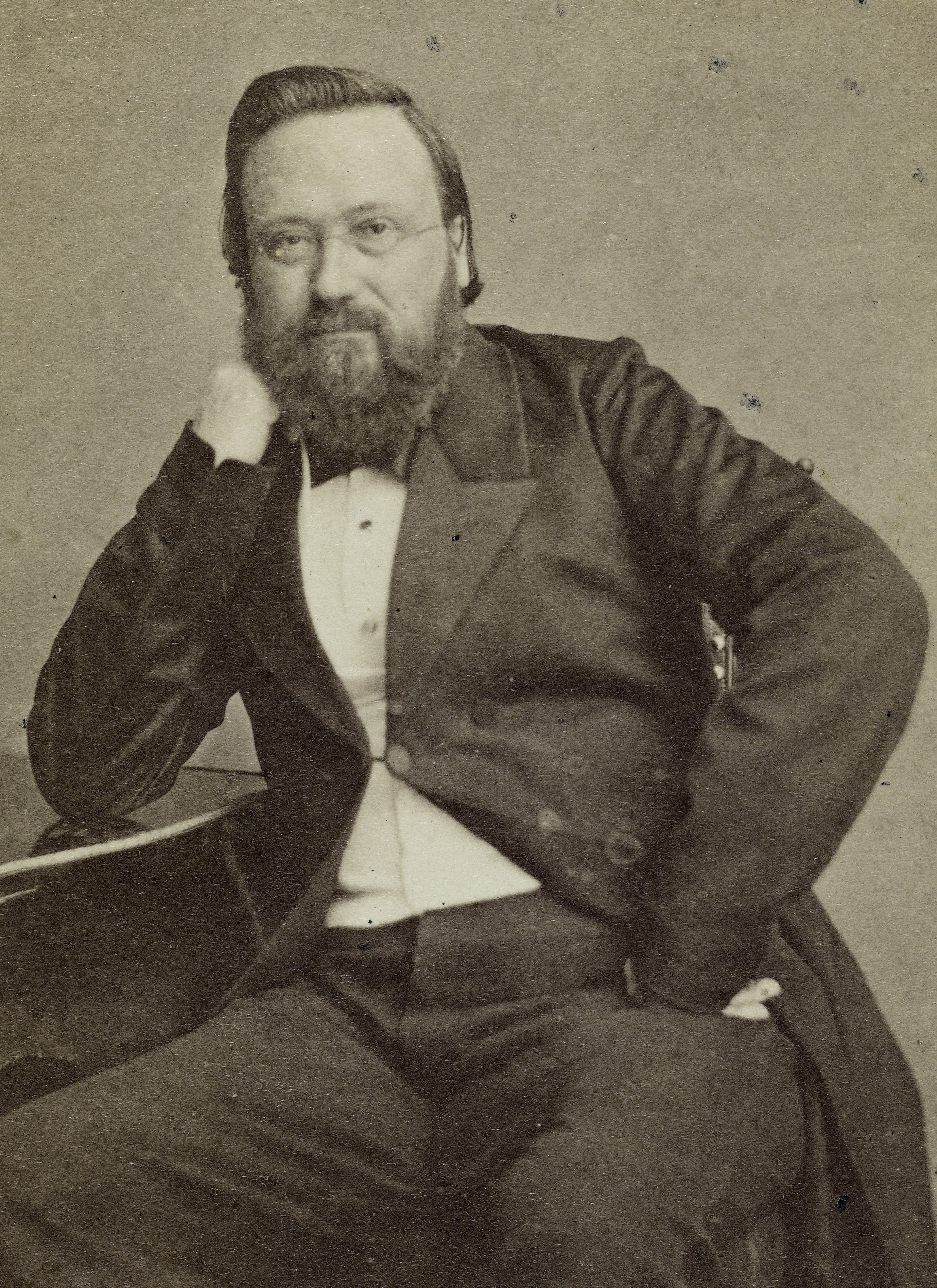
Alfred Michiels

Joseph Alfred Xavier Michiels (* 25. Dezember 1813 in Rom; † 28. Oktober 1892 in Paris) war ein französischer Schriftsteller und Historiker.
Michiels, aus einer holländischen Familie stammend, kam mit dieser 1817 nach Frankreich, studierte seit 1834 Jurisprudenz in Straßburg, wandte sich dann aber in Paris ausschließlich der Literatur- und Kunstgeschichte zu.
Er veröffentlichte:
- Études sur l’Allemagne (1839, Neudruck 1845, 2. Aufl. 1850);
- Histoire des idées littéraires en France au XIX. siècle (1842, 2 Bde.);
- Voyage d’un amateur en Angleterre (1844, 4. Aufl. 1872);
- Histoire de la peinture flamande et hollandaise (Brüssel 1845, 4 Bde.; neue Ausg. 1865–1876, 10 Bde.), ein Werk, das ihn in eine heftige Polemik mit Arsène Houssaye verwickelte, mit der Fortsetzung:
- L’art flamand dans l’est et le midi de la France (1877);
- L’architecture et la peinture en Europe depuis le V. au XVI. siècle (1853, 3. Aufl. 1873);
- Rubens et l’école d’Anvers (4. Aufl. 1877);
- Histoire secrete du gouvernement autrichien (4. Aufl. 1878);
- Histoire de la politique autrichienne depuis Marie-Thérèse (1861);
- Le comte de Bismarck (1871);
- Les droits de la France sur l’Alsace et la Lorraine (1871);
- Histoire de la guerre franco-prussienne (1872);
- L’invasion prussienne en 1792 (1880);
- Van Dyck et ses élèves (1880) u. a.; daneben die beliebten
- Contes des montagnes (1857) und
- Drames politiques (1865)